# Milan Đuričić
Milan Đuričić (Detkovac, 3. kolovoza 1945.), bivši je hrvatski nogometaš i sadašnji nogometni trener. Trenutačno je bez kluba.

## Igračka karijera
Milan Đuričić je tijekom nogometne karijere najčešće igrao desno krilo. Od 1960. do 1975. godine nastupao je za osječke klubove NK LIO, NK Metalac i NK Osijek, te za slovenske klubove NK Mura Murska Sobota i NK Maribor.

### Igračke karakteristike
Brz, vrlo aktivan u igri, najčešće kao desno krilo, dobar tehničar i strijelac.

## Trenerska karijera
Nakon igračke karijere ostao je u nogometu kao trener, trenirajući NK Osijeka u pet navrata (1975. – 77. juniorska momčad, 1979. – 80., 1983. – 85., 1987., 1997. – 99., 2002.), BSK iz Slavonskoga Broda, GOŠK-Juga iz Dubrovnika, Proletera iz Zrenjanina, Radničkog iz Sombora, Metalca iz Osijeka, IF þór s Islanda, Kelantana iz Malezije, te austrijske klubove SK Sturm Graz, FC Vorwärts Steier i FC Leoben.

## Priznanja
- 1998.: Najuspješniji trener, priznanje grada Osijeka.[4]
- 2018.: Dobitnik je najviše nagrade Hrvatskog nogometnog saveza, Trofej podmlatka HNS-a.
- 2018.: Uzor-trofej "Matija Ljubek", nagrada za životno djelo Glasa Slavonije.[2][5]

## Vanjske poveznice
- Milan Đuričić, na soccerway.com (engl.)